# 아네르스 토마스 옌센
아네르스 토마스 옌센(덴마크어: Anders Thomas Jensen, 1972년 4월 6일 ~ )은 덴마크의 영화 각본가, 영화 감독이다. 스티븐 킹 원작의 영화 《다크타워: 희망의 탑》(2017)의 각본 작업에 참여했다.

## 출연 작품
- 라이더스 오브 저스티스 (2020)
- 애프터 웨딩 인 뉴욕 (2019)
- 다크타워: 희망의 탑 (2017)
- 더 킹 오브 엠파이어 (2015)
- 맨 앤 치킨 (2015)
- 세컨 찬스 (2014)
- 웨스턴 리벤지 (2014)
- 다시, 뜨겁게 사랑하라! (2012)
- 인 어 베러 월드 (2010)
- 새집증후군 (2009)
- 브라더스 (2009)
- 피어 미 낫 (2008)
- 공작부인: 세기의 스캔들 (2008)
- 백야 (2007)
- 당신을 허락을 얻어 (2007)
- 붉은 거리 (2006)
- 애프터 웨딩 (2006)
- 터질거야 (2006)
- 머크 (2005)
- 벳 하드 (2005)
- 아담스 애플 (2005)
- 브라더스 (2004)
- 렘브란트 (2003)
- 정육점의 비밀 (2003)
- 올드 맨 인 뉴 카 (2002)
- 오픈 하트 (2002)
- 윌버 (2002)
- 카운트 악셀 (2001)
- 왕은 살아있다 (2000)
- 비욘드 (2000)
- 어 레어 버드 (1999)
- 미후네 (1999)